# Macromitrium chloromitrium
Macromitrium chloromitrium là một loài Rêu trong họ Orthotrichaceae. Loài này được (Besch.) Wilbraham, Joanna mô tả khoa học đầu tiên năm 2010.